# M1 (Aserbaidschan)
Die M1 ist eine Fernstraße in Aserbaidschan. Die Straße verläuft in Nord-Süd-Richtung zwischen der Hauptstadt Baku und Staatsgrenze zu Russland bei Samur (am gleichnamigen Fluss). Die ersten 68 Kilometer zwischen Baku und Giləzi sind als Autobahn ausgebaut. Die M1 ist Teil der Europastraße 119.

## Geschichte
Die M1 war ursprünglich Teil der sowjetischen M29, die entlang des nördlichen Kaukasus bis nach Baku verlief. Nach dem Zerfall der Sowjetunion hat Aserbaidschan seine M-Straßen umbenannt. Der Teil zwischen Baku und Sumqayıt war schon zur Zeit der Sowjetunion autobahnartig ausgebaut und ist modernisiert und erweitert worden. Seit der Erweiterung in den Jahren 2006 bis 2008 ist die M1 die längste Autobahn in Aserbaidschan.